# Miroslava Tomanová-Saková
Miroslava Tomanová-Saková, v matrice Miroslava Emilie, (9. října 1906 Hradec Králové – 25. dubna 1991 Praha) byla česká spisovatelka a politička.

## Životopis
Narodila je v Hradci Králové v roce 1906 v rodině živnostenského inspektora Václava Saka (* 27. září 1871 Libeň) a Emilie Sakové-Elledrové (* 24. srpna 188 Litovel). Rodiče se brali 14. dubna 1902 v Litovli. Měli ještě staršího syna Bohumila (* 21. prosince 1903). Z Hradce Králové se rodina přestěhovala do Černovic na Ukrajinu, pak roku 1911 do Olomouce, kde Miroslava Tomanová-Saková navštěvovala obecnou školu a gymnázium (1916–1920). Gymnázium dokončila v Praze (maturovala 1925). Téhož roku 8. srpna uzavřela sňatek se spisovatelem Josefem Tomanem, se kterým jako spisovatelka z povolání spolupracovala. Po válce vstoupila do komunistické strany.
Byla prozaička a dramatička, autorka epických obrazů dějinných i soudobých sociálních zápasů. V letech 1972–1978 byla členkou redakční rady časopisu Literární měsíčník. Přispívala do novin a časopisů: Čtenář, Hlas revoluce, Květy, Listy, Literární noviny, Nová svoboda, Nové knihy, O knihách a autorech, Práce, Praha-Moskva, Právo lidu, Rozhlas, Rudé právo, Svět práce, Svět socialismu, Tribuna, Tvorba, Vlasta, Výběr z nejzajímavějších knih, Zemědělské noviny, Život strany. Za svou literární činnost získala v letech 1968–1976 tři vyznamenání, v roce 1972 byla jmenována zasloužilou umělkyní.
Zemřela 25. dubna 1991 v Praze.

## Dílo

### Próza
- Táborový oheň – Josef a Miroslava Tomanovi; ilustroval Zdeněk Filip, Praha: Státní nakladatelství dětské knihy, 1953
- Kde lišky dávají dobrou noc – Josef a Miroslava Tomanovi. Praha: Československý spisovatel, 1957 [do maďarštiny Fordította Zólyomi Antal, do ukrajinštiny, do němčiny Bruno Liehm]
- Italská paleta – Josef a Miroslava Tomanovi; s kresbami Karla Svolinského. Praha: Státní nakladatelství politické literatury, 1962
- Stříbrná pláň – Miroslava Tomanová. Praha: Melantrich, 1970 [do ukrajinštiny Dmytro Andruchiv, do slovenštiny Matej Andráš, do ruštiny Jurij Bondarev]
- Zvon mého města: dramatická romance – Miroslava Tomanová. Praha: Dilia, 1971
- Rozjímání o nezvěstném – Miroslava Tomanová. Praha: Československý spisovatel, 1981
- Sokrates – Josef Toman, Miroslava Tomanová; ilustroval Karel Teissig. Praha: Československý spisovatel, 1987 [do němčiny Karl Klausnitzer, do ukrajinštiny Dmytro Andruchiv, do slovenštiny Ivan Mojík, do němčiny, do rumunštiny Jean Grosu, do polštiny Antoni Kroh, do ruštiny N. Arosevoj, do estonštiny Leo Metsar]

### Sborníky

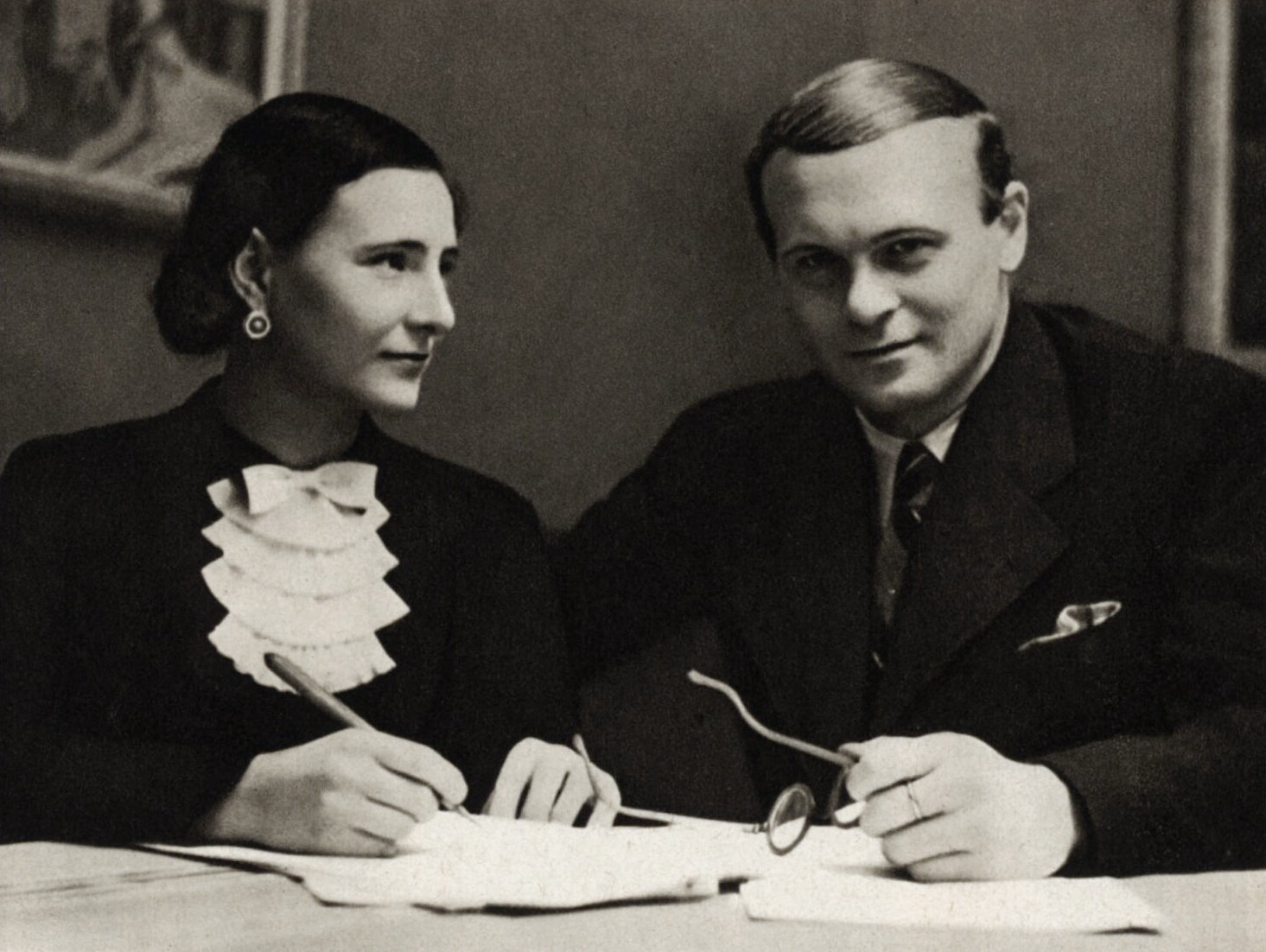
„Josef a Miroslava Tomanovi, autoři nové divadelní hry »Přítelkyně«.“ Snímek z Pestrého týdne z 25.1.1936.

- Nástup: třicet let české prózy – Praha: Československý spisovatel, 1975
- Druhý sjezd Svazu českých spisovatelů: Praha, 1.–2. března 1977: [sborník sjezdových materiálů] – Praha: Československý spisovatel, 1977
- O mužích ve zbrani: výbor ze světové válečné literatury – Praha: Albatros, 1978
- Spolu ve jménu života: výbor z českých a slovenských povídek s protifašistickou tematikou – výbor uspořádali, povídky vybrali a medailóny o autorech napsali Jaromíra Nejedlá a Libor Knězek; doslov Vítězslav Rzounek – Praha: Československý spisovatel, 1978
- Česká a slovenská literatura 1930–1980 v boji proti fašismu a válce Sborník Václavkova Olomouc

### Divadelní hry
- Přítelkyně: komedie o třech jednáních – Josef a Miroslava Tomanovi. Praha: Alois Neubert, 1936
- Žába na prameni: veselohra o třech jednáních – Josef a Miroslava Tomanovi. Vyškov: F. Obzina, 1938
- Vinice: hra o 5 jednáních – Josef a Miroslava Tomanovi. Praha: Melantrich, 1941
- Zvon mého města: dramatická romance – Miroslava Tomanová. Praha: Českomoravský Kompas, 1944
- Lidový král: hra o dvou dílech v patnácti obrazech podle pověsti O králi Václavovi IV. z Jiráskových Starých pověstí českých – Josef a Miroslava Tomanovi; pro malé scény a soubory upravili Fr. Smažík a D. Papež; kresby původní výpravy Adolf Wenig; nápěvy písní Zd. Davidová. Praha: Osvěta, 1951
- Svatební koláče: Veselohra o třech dějstvích – Miroslava Tomanová; předmluvu Obraz nového života naší vesnice napsal Emanuel Janský; režijní poznámka Ema Armandová; hudba Luděk Pacák; text Vilém Dubský; kresby původní výpravy Ladislav Moucha. Praha: Osvěta, 1951

### Rozhlasové hry
- Zkáza Titaniku – Josef a Miroslava Tomanovi, 1939
- Na lvy dáme zlatou, maminko! – 1975

## V kultuře
- V roce 1980 byla na počest Miroslavy Tomanové a jejího manžela Josefa Tomana, pojmenována Městská knihovna manželů Tomanových v Rožmitále pod Třemšínem.[6]